# ディマシュ・クダイベルゲン
ディマシュ・クダイベルゲン（Dimash Qudaibergen, 1994年5月24日 - ）は、カザフスタンの歌手。身長192cm。大学でクラシック及び現代音楽の教育を受け、音域はかなり広く、6.5オクターブ以上発声する事が可能である(F#1から D8)。
ディマシュ クダイベルゲンはこれまで自身の母国語であるカザフ語及びロシア語に加え、日本語、中国語、英語、フランス語、イタリア語、スペイン語（以上はオフィシャルのMV、歌唱動画がある）のほか、ウクライナ語、キルギス語、トルコ語、セルビア語、ドイツ語など計13の言語で歌っている。
音楽学校以来の恩師であるマラト・アイティモフは、ディマシュの目指す 世界的なクロスオーバー・ポップス歌手の道が非常に厳しいことを案じ、アスタナオペラの職業歌手となることを勧めたが、ディマシュは、子どもの頃からの夢である歌手として、現代音楽の分野で、クラシック音楽の要素とカザフの伝統音楽をポピュラー・ミュージックに取り入れ自力でキャリアを築く意思を貫いた。 
2015年スラヴィアンスキー・バザールのグランプリ受賞者。2017年1月〜4月にかけて中国の歌手のコンテスト番組「歌手2017」にカザフスタンの歌手として異例の出場を果たし2位となった。

## 略歴

### デビューまで
カザフスタン アクトベ出身。

### 歌手2017出場以降
2017年1月に中国の湖南TVの人気歌手コンテスト番組『歌手2017』に出演し、特に中国国内で一夜にして爆発的人気を得た。以降順調に勝ち進み最終的には2位となった。

## 音楽
独自の歌唱スタイルを持っており、とりわけその広い音域に定評がある。ディマシュ本人は自らの音域について明言はしていない。

## 出演(日本国内）
- ABU TV ソング・フェスティバル in tokyoに出演[14] (2019年11月19日 NHKホール)
- NHK総合テレビ【ごごナマ】生出演（2019年11月18日）https://www.nhk.jp/p/gogonama/ts/6XRJZJ2KQ2/
- NHKR1ラジオ【古家正亨のPOP☆A】 インタビュー 出演(2019年12月4日）
- TOKYO JAZZ +plus LIVE STREAM  出演[15] (2020年5月24日)
- フジジテレビ系列【ノンストップ!】インタビュー出演 (2020年6月3日）
- FM桐生 ラジオ 【モアミュージック】カザフスタンの音楽、ピックアップアーティスト、特集など (2020年6月18日 初出 以後2024年7月4日現在 計12回 取り上げられている）
- TBS TV系列【マツコの知らない世界】（男性ハイトーンボーカルの世界）(2021年8月24日)
- NHK 総合テレビ 【NHK MUSIC SPECIAL 玉置浩二×オーケストラ ～たどり着いたライフワーク～  (2021年11月11日）
- TOKYO JAZZ 20th 出演 (2021年11月28日）  ”行かないで” を日本語で歌う （玉置浩二作曲 松井五郎作詞）
- NHKワールドTV、NHK総合テレビ【SONGS OF TOKYO】  エピソード32 　に　VTR出演